# Баранов, Сергей Гаврилович
Серге́й Гаври́лович Бара́нов (8 мая 1885, Гатчина, Санкт-Петербургская губерния — 17 февраля [1 марта] 1908, Лисий Нос, Санкт-Петербургская губерния) — участник революционного движения в России (прообраз Сергея Головина в «Рассказе о семи повешенных» Леонида Андреева).

## Фрагменты биографии
- Отец — Гавриил Петрович Баранов (около 1855 — около 1910)
- Мать — Юлия Ивановна (1861—1934)
  - младший брат — Василий (1899—1988), впоследствии врач-эндокринолог
  - шесть сестёр.

В 1903 году Сергей окончил Ремесленное училище Цесаревича Николая.

## Участие в общественном движении
- С 1905 г. Баранов эсер, его дважды задерживала полиция.
- Член Северного боевого летучего отряда
- В результате провокаторской деятельности Азефа арестован 7 февраля 1908 года вместе с товарищами, заключён в Петропавловскую крепость. Петербургским военно-окружным судом приговорен к смертной казни и повешен 17 февраля 1908 года в Лисьем носу близ Петербурга вместе с Е. Н. Лебедевой, В. В. Лебединцевым, Л. С. Синегубом, Л. А. Стуре, А. М. Распутиной и назвавшимся крестьянином Еранского уезда Вятской губернии А. Ф. Смирновым.

## «Рассказ о семи повешенных»
Сергей Баранов был изображен как персонаж под именем Сергей Головин в «Рассказе о семи повешенных» Леонида Андреева.